# Synagoge (Bordeaux)

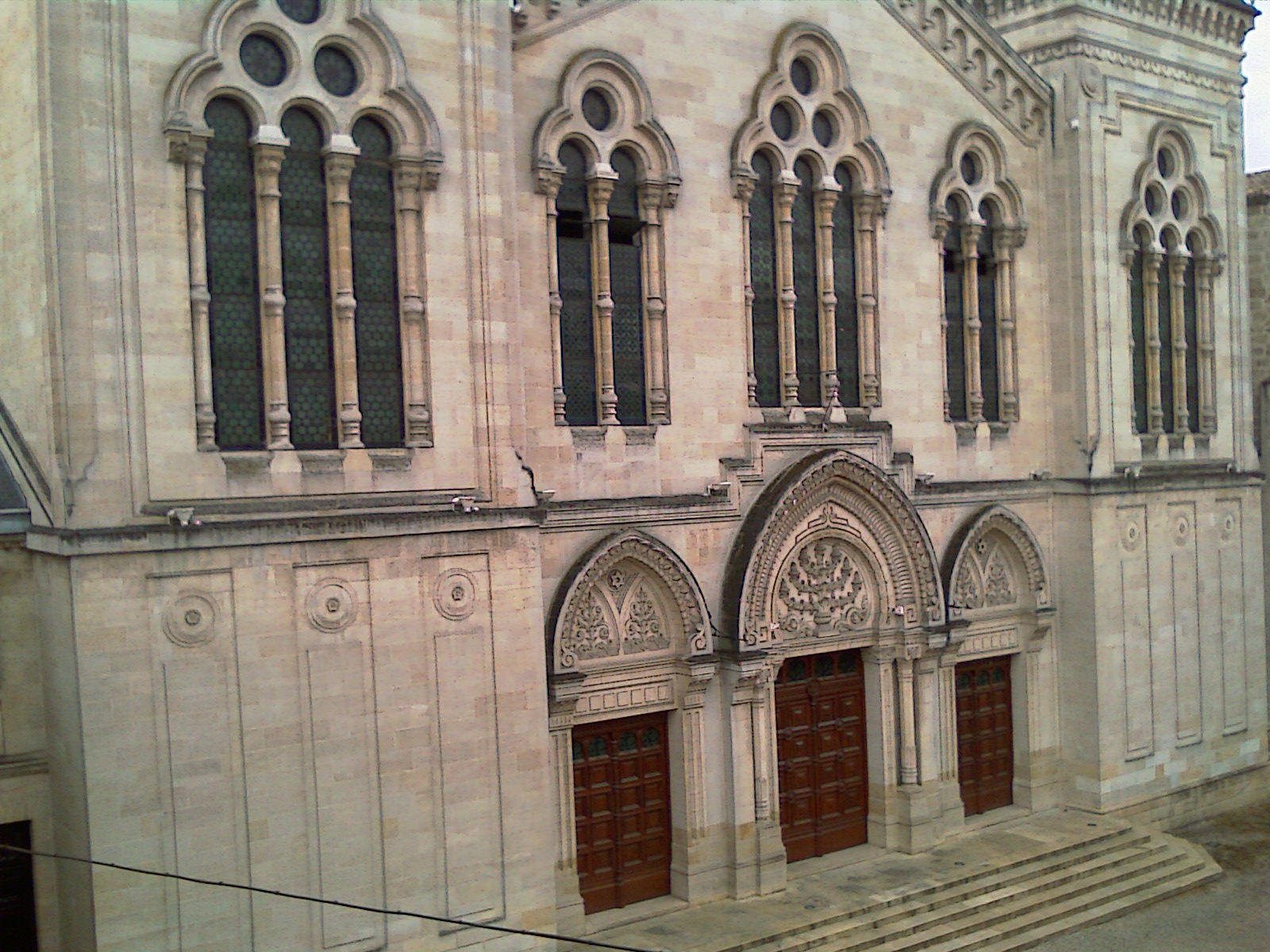
Fassade der Synagoge von Bordeaux

Die Synagoge in Bordeaux zählt zu den schönsten und größten Synagogen Frankreichs. Die Synagoge befindet sich in der rue du Grand Rabbin Joseph Cohen, unweit des Musée d’Aquitaine.

## Geschichte
Sie wurde in den Jahren 1880 bis 1882 nach den Plänen des Architekten Charles Durand erbaut und am 5. September 1882 (dem 21. Elul 5642 nach jüdischer Zeitrechnung) feierlich eingeweiht.
Das Innere der Synagoge wurde von Durand im orientalisierenden Stil gehalten und zeigt starke Ähnlichkeit mit der Berliner Synagoge in der Oranienburger Straße, die nach den Plänen von Eduard Knoblauch 1859 bis 1866 erbaut wurde.
Die Innenmaße der Synagoge in Bordeaux betragen: Länge 36 m, Breite 26 m und Höhe 16 m.
Während der Nazi-Besatzung im Zweiten Weltkrieg wurde die herrliche Inneneinrichtung am 10. Januar 1944 völlig zerstört und die Synagoge gleichzeitig in ein Gefängnis für die zum Transport in die Vernichtungslager bestimmten Juden umfunktioniert.
An der rechten Wand des Synagogenvorplatzes erinnert heute eine Gedenktafel an die Namen der 560 von der deutschen Besatzungsarmee Verschleppten.